# Bahía Sloggett
Bahía Sloggett (también escrita a veces como Sluggett o Eslóguez) es una amplia bahía ubicada en la península Mitre, al sureste de la Isla Grande de Tierra del Fuego. Pertenece al Departamento Ushuaia, en la Provincia de Tierra del Fuego, Argentina. La bahía dista unos 2,400 km de Buenos Aires, la capital del país.